# دوروتی نیدام
دوروتی نیدام (انگلیسی: Dorothy M. Needham; ۲۲ سپتامبر ۱۸۹۶ – ۲۲ دسامبر ۱۹۸۷) زیست‌شناس، و زیست‌شیمی‌دان اهل بریتانیا بود که به دلیل کار در زمینه بیوشیمیایی عضلات شناخته شده بود. وی همسر بیوشیمیست جوزف نیدام بوده‌است.
او همچنین برندهٔ جوایزی همچون همکار انجمن سلطنتی شده‌است.